# Fridlevstad
Fridlevstad est une ville de la municipalité de Karlskrona et un village-église de la paroisse de Fridlevstad dans le comté de Blekinge, situé à environ cinq kilomètres à l'ouest de Rödeby.

## Information supplémentaire
La plupart des noms de rues du village portent le nom de prêtres. Comme la route de Colding, la route de Hallbäck, la route de Gyllenskepp, la route de Hovlund, la route de Baker, la route de Murbeck, la route de Frodell, la route de Flyborg et la route de Joung.